# 舟久保信之
舟久保 信之（ふなくぼ のぶゆき、1952年3月24日 - ）は、東京都出身の俳優。身長170cm。体重57kg。血液型はAB型。東映演技研究所第4期生。ジョイントオフィス所属。

## 出演

### 映画
- 青春讃歌 暴力学園大革命（1975年、東映） - 五藤
- 爆発! 暴走遊戯（1976年、東映） - 町田
- 子連れ殺人拳（1976年、東映） - サトル
- ドカベン（1977年、東映） - 平手
- 喧嘩道 けんかみち（1979年、東映） - 京浜連合の一員
- 暴力戦士（1979年、東映） - 球殺団
- 二百三高地（1980年、東映）
- 九月の冗談クラブバンド（1982年、ATG） - シド

### テレビドラマ
- 柔道一直線（1970年、TBS / 東映）
  - 第50話「大豪寺虎男参上 -初心にかえるとは-」 - 第54話「桜丘黒帯ファイブ -チームワークとはなにか-」
  - 第78話「破れ! 大噴火投げ -敵を知るとはなにか-」
- 仮面ライダー 第44話「墓場の怪人カビビンガ」（1972年、MBS / 東映） - 若者
- 超人バロム・1 第15話「魔人ミノゲルゲが君の町をねらう!!」（1972年、YTV / 東映） - 警官
- 火曜日の女シリーズ / いとこ同志（1972年、NTV）
- 特別機動捜査隊 第590話「愛の崖」（1973年、NET / 東映）
- 非情のライセンス 第1シリーズ 第30話「兇悪の青春」（1973年、NTV / 東映）
- 旗本退屈男 第9話「待伏せ道中」（1973年、NET / 東映）
- プレイガールQ 第12話「女の敵は女」（1974年、12ch / 東映） - 区役所職員
- がんばれ!!ロボコン 第20話「ポカパッパ! 斬られ役はつらい」（1975年、NET / 東映） - 泥棒
- 刑事くん 第4部 第9話「白い帽子と青い風」（1976年、TBS / 東映）
- 土曜ワイド劇場 / 追いかけろ! カージャック! 恐怖の人妻24時間（1977年、ANB）
- 浮浪雲（1978年、ANB）
- がんばれ!レッドビッキーズ 第36話「私はピンクのサウスポー」（1978年、ANB / 東映）
- 特捜最前線（ANB / 東映）
  - 第80話「新宿ナイト・イン・フィーバー」（1978年）
  - 第113話「若者狩り・恐怖のラブレター!」（1979年）
  - 第120話「保険金殺人・華麗なるダイビング!」（1979年）
  - 第184話「慕情」（1980年）
  - 第198話「レイプ・似顔絵を描く女!」（1981年）
  - 第224話「ネックレスをした老刑事!」（1981年）
  - 第260話「逮捕志願!」（1982年）
  - 第267話「裸足の女警部補!」（1982年）
  - 第278話「逮捕 魔の24時間!」（1982年）
  - 第299話「蒸発妻を探して!」（1983年）
  - 第304話「炎の女 瓢湖からのたずね人!」（1983年）
  - 第369話「兜町・コンピューターよ、演歌を歌え!」（1984年）
  - 第389話「さらば、海の老兵!」（1984年）
  - 第404話「殺意をよぶダイヤルナンバー!」（1985年）
  - 第429話「OL暴行・3分間のミステリー!」（1985年）
  - 第437話「逆転推理・秋の花火のメッセージ!」（1985年）
  - 第456話「終着駅の女I　新宿駅・田所初江の蒸発!」（1986年）
  - 第463話「傷痕・男達のララバイ!」（1986年）
  - 第476話「慕情・神代課長を狙撃させた女!」（1986年）
- 熱中時代 刑事編 第10話「ニセ熱中刑事現わる」（1979年、NTV） - チンピラ
- 爆走!ドーベルマン刑事 第19話「黒バイ部隊VSハーレー軍団」（1980年、ANB / 東映）
- 大激闘マッドポリス'80 第13話「スカイライダー大作戦」（1980年、NTV / 東映）
- 特命刑事 第10話「ファイナル・チャレンジ」（1980年、NTV）
- 警視庁殺人課（1981年、ANB / 東映）
- 西部警察（ANB / 石原プロモーション）
  - 西部警察 (PART1) 第90話「天使の身代金」（1981年） - 大西一朗
  - 西部警察 PART-III（1984年）
    - 第39話「激闘!! 炎の瀬戸内海 -岡山・高松篇-」 - 爆弾屋・成海
    - 第63話「愛と哀しみの銃弾」 - 黒崎年男
- TVオバケてれもんじゃ 第10話「私は恋するフランケンシュタイン」（1985年、CX / 東映） - キャバレー店長
- 刑事物語'85 第2話「テレビスター殺人事件」（1985年、NTV / ユニオン映画）
- スケバン刑事 第20話「呪われた父と娘(こ)!?」（1985年、CX / 東映）
- 水曜ドラマスペシャル 恋子の毎日（1986年、TBS）
- キツイ奴ら（1989年、TBS）
- 暴れん坊将軍III 第49話「おいらの父は日本一!」（1989年、ANB） - 幸吉
- 刑事貴族 第1話「その時、狼はめざめた」（1990年、NTV）
- 特警ウインスペクター 第11話「良太の初恋急行便」（1990年、ANB / 東映） - 神崎の手下
- NHK大河ドラマ
  - 翔ぶが如く 第一部 第27話「王政復古」（1990年）
  - 太平記（1991年） - 阿蘇惟時
  - 平清盛（2012年）
- 眠れない夜をかぞえて 第9話「嘘」（1992年、TBS）
- 並木家の人々（1993年、CX）
- 相棒（EX / 東映）
  - season9 第15話「もがり笛」（2011年2月16日）- 伊藤昌洋
  - season14 第4話「ファンタスマゴリ」（2015年11月4日）- 譜久村聖太郎の運転手
  - season15 第9話「あとぴん〜角田課長の告白」（2016年12月7日）- 佐々木
- NHK連続テレビ小説 / 梅ちゃん先生（2012年）
- 義者無敵
- 戦争とラジオ

### Vシネマ
- 麻雀創世記 打天使

### 舞台
- 失恋屋京子
- 開き屋七五郎

### CM
- アサヒ本生
- サントリー・ボス
- トステム
- 三井のリハウス

### PV
- 冨田ラボ・プラシーボ・セシボン